# Linia kolejowa Biekasowo – Stołbowaja
Linia kolejowa Biekasowo – Stołbowaja – linia kolejowa w Rosji łącząca stację Biekasowo I ze stacją Stołbowaja. Jest to fragment Wielkiego Pierścienia Kolei Moskiewskiej, będącego kolejową obwodnicą Moskwy.
Zarządzana jest przez region moskiewsko-smoleński, z wyjątkiem stacji Stołbowaja zarządzanej przez region moskiewsko-kurski. Oba te regiony są częścią Kolei Moskiewskiej, wchodzącej w skład Kolei Rosyjskich. 
Linia położona jest w Moskwie i w obwodzie moskiewskim. Na całej długości jest zelektryfikowana, w większości dwutorowa (wyjątkami są obwodnica Biekasowa, odcinek Biekasowo-Centralnoje - południowy wyjazd Biekasowa-Sortirowocznojego oraz łącznice przy Stołbowaji, które są jednotorowe).

## Historia
Linia powstała w Związku Sowieckim. Od 1991 położona jest w Rosji.